# Annelund (plaats)
Annelund is een plaats in de gemeente Herrljunga in het landschap Västergötland en de provincie Västra Götalands län in Zweden. De plaats heeft 503 inwoners (2005) en een oppervlakte van 77 hectare.

## Geboren
- Samuel Holmén (1984), voetballer